# Švýcarsko na Zimních olympijských hrách 1960
Švýcarsko se účastnilo Zimní olympiády 1960. Zastupovalo ho 21 sportovců (14 mužů a 7 žen) v 4 sportech.

## Medailisté
| Medaile | Jméno           | Sport           | Soutěž           |
| ------- | --------------- | --------------- | ---------------- |
| Zlato   | Roger Staub     | Alpské lyžování | Muži obří slalom |
| Zlato   | Yvonne Rüeggová | Alpské lyžování | Ženy obří slalom |